# 埃里克·拉德马赫
埃里克·拉德马赫（德語：Erich Rademacher，1901年6月9日—1979年4月2日），德国男子游泳、水球运动员。他曾代表德国参加1928年和1932年夏季奥林匹克运动会，获得一枚金牌和二枚银牌。